# Coacoyul, Zitlala
Coacoyul är en ort i Mexiko.   Den ligger i kommunen Zitlala och delstaten Guerrero, i den sydöstra delen av landet, 180 km söder om huvudstaden Mexico City. Coacoyul ligger 1 333 meter över havet och antalet invånare är 244.
Terrängen runt Coacoyul är bergig västerut, men österut är den kuperad. Terrängen runt Coacoyul sluttar norrut. Runt Coacoyul är det ganska glesbefolkat, med 32 invånare per kvadratkilometer. Närmaste större samhälle är Zitlala, 14,8 km sydväst om Coacoyul. I omgivningarna runt Coacoyul växer huvudsakligen savannskog.